# Liste der Kreisstraßen im Landkreis Bamberg
Die Liste der Kreisstraßen im Landkreis Bamberg ist eine Auflistung der Kreisstraßen im bayerischen Landkreis Bamberg mit deren Verlauf.

## Abkürzungen
- BA: Kreisstraße im Landkreis Bamberg
- BAs: Kreisstraße in der kreisfreien Stadt Bamberg
- BT: Kreisstraße im Landkreis Bayreuth
- ERH: Kreisstraße im Landkreis Erlangen-Höchstadt
- FO: Kreisstraße im Landkreis Forchheim
- HAS: Kreisstraße im Landkreis Haßberge
- LIF: Kreisstraße im Landkreis Lichtenfels
- NEA: Kreisstraße im Landkreis Neustadt an der Aisch-Bad Windsheim
- St: Staatsstraße in Bayern

## Liste
Nicht vorhandene bzw. nicht nachgewiesene Kreisstraßen werden in Kursivdruck gekennzeichnet, ebenso Straßen und Straßenabschnitte, die unabhängig vom Grund (Herabstufung zu einer Gemeindestraße oder Höherstufung) keine Kreisstraßen mehr sind.
Der Straßenverlauf wird in der Regel von Nord nach Süd und von West nach Ost angegeben.
| Nr. BA | Verlauf |
| ------ | --- |
| BA 1   | St 2197 in Zapfendorf – BA 47 – BA 6 – Windischletten – St 2187 in Scheßlitz                                                                       |
| BA 2   | St 2262 in Reichmannsdorf – Landkreisgrenze – ERH 34                                                                                               |
| BA 3   | St 2260 in Köttmannsdorf – BA 25 – Seußling – Landkreisgrenze – FO 45                                                                              |
| BA 4   | BA 5 in Gundelsheim – St 2190 in Lichteneiche |
| BA 5   | St 2244 – Gundelsheim – BA 4 – Weichendorf – BA 48 – St 2119 – Memmelsdorf – BA 54 – St 2281 in Pödeldorf                                          |
| BA 6   | BA 16 – Hohengüßbach – BA 10 – Sassendorf – BA 1 – Roth – Kirchschletten – BA 47 – Oberoberndorf – St 2187                                         |
| BA 7   | KT 47 – Landkreisgrenze – BA 44 – Kleinbirkach – Landkreisgrenze – KT 47                                                                           |
| BA 8   | St 2260 in Buttenheim – Dreuschendorf – BA 12 |
| BA 9   | St 2260 in Buttenheim – St 2960 – Landkreisgrenze – FO 11                                                                                          |
| BA 10  | BA 6 – Leimershof – Starkenschwind – Wiesengiech – Straßgiech – St 2190 – Köttensdorf – St 2210 – Peulendorf                                       |
| BA 11  | St 2191 in Eichenhüll – Treunitz – Königsfeld – BA 31 – BA 51 – Huppendorf – St 2281 – Hohenpölz – Reckendorf – St 2188 Neumühle                   |
| BA 12  | St 2187 in Tiefenpölz – St 2188 – Teuchatz – BA 13 – Tiefenhöchstadt – Frankendorf – Stackendorf – Gunzendorf – BA 8 – St 2260                     |
| BA 13  | BA 12 – Oberngrub – BA 49 – Kalteneggolsfeld – St 2187 in Heiligenstadt in Oberfranken                                                             |
| BA 14  | St 2210 in Litzendorf – Melkendorf |
| BA 15  | BA 31 in Königsfeld – Kotzendorf – St 2281 |
| BA 16  | in Breitengüßbach – BA 6 – Zückshut – Laubend – Merkendorf – BA 48 – Drosendorf – St 2190 – Schmerldorf – St 2210 in Kremmeldorf                   |
| BA 17  | HAS 25 – Landkreisgrenze – Priesendorf – St 2276 – Neuhausen – Landkreisgrenze – HAS 26                                                            |
| BA 18  | St 2187 – Veilbronn – Siegritz – BA 19 – Landkreisgrenze – FO 39                                                                                   |
| BA 19  | St 2188 – Stücht – Neudorf – BA 18 in Siegritz |
| BA 20  | in Burgwindheim – Aschbach – St 2260 |
| BA 21  | St 2276 in Stegaurach – Debring – Unteraurach – Waizendorf – St 2254 – Höfen – Schadlos – Neuhaus – BA 29 –                                        |
| BA 22  | – Vorra – BA 29 – Weiher – St 2260 in Oberndorf |
| BA 23  | HAS 24 – Landkreisgrenze – Oberweiler – Unterweiler –                                                                                              |
| BA 24  | St 2260 in Sambach – Wind – Schweinbach – BA 55 – Landkreisgrenze – ERH 17                                                                         |
| BA 25  | St 2188 in Amlingstadt – St 2244 – Hirschaid – St 2260 – Sassanfahrt – BA 3 – Juliushof – Rothensand – Kleinbuchfeld – Landkreisgrenze – FO 10     |
| BA 26  | St 2190 – Stadelhofen – St 2191 |
| BA 27  | St 2244/St 2260 in Hirschaid – Seigendorf – St 2210 – Ketschendorf                                                                                 |
| BA 28  | LIF 4 – Landkreisgrenze – Wattendorf – St 2210 – Gräfenhäusling – St 2190 – Roßdorf am Berg –                                                      |
| BA 29  | St 2263 – Stappenbach – Hundshof – BA 22 – Frensdorf – St 2254 – Reundorf – Eichenhof – BA 21 – Landkreisgrenze – BAs 29                           |
| BA 30  | – Kübelstein – St 2187 in Ludwag |
| BA 31  | – Hohenhäusling – Königsfeld – BA 11 – BA 15 – Landkreisgrenze – BT 38                                                                             |
| BA 32  | LIF 8 – Landkreisgrenze – Rattelsdorf – Ebing – St 2197                                                                                            |
| BA 33  | St 2262 – Treppendorf – Oberköst – BA 45 – Hirschbrunn – Küstersgreuth – St 2263                                                                   |
| BA 34  | St 2277 in Appendorf – Sandhof – St 2281 in Oberhaid                                                                                               |
| BA 35  | St 2262 in Tütschengereuth – Hetzentännig – St 2276 in Walsdorf                                                                                    |
| BA 36  | – Bischberg – – Landkreisgrenze – BAs 36 |
| BA 37  | HAS 22 – Landkreisgrenze – Priegendorf – Dorgendorf –                                                                                              |
| BA 38  | HAS 59 – Landkreisgrenze – Mauschendorf – Gerach – BA 52 – in Laimbach                                                                             |
| BA 39  | – Rattelsdorf – Höfen – Daschendorf – in Baunach                                                                                                   |
| BA 40  | HAS 57 – Landkreisgrenze – BA 41 – Mürsbach – in Hilkersdorf                                                                                       |
| BA 41  | HAS 56 – Landkreisgrenze – BA 40 |
| BA 42  | HAS 52 – Landkreisgrenze – (Busendorf) – – Landkreisgrenze – LIF 25                                                                                |
| BA 43  | St 2190 – Memmelsdorf – Meedensdorf – BA 54 – St 2210 in Schammelsdorf                                                                             |
| BA 44  | BA 7 in Kleinbirkach – St 2258 – Großbirkach – Landkreisgrenze – KT 47 – KT 53 – Landkreisgrenze – Obersteinach – Mittelsteinach – Untersteinach – |
| BA 45  | BA 33 in Oberköst – Unterköst – St 2263 |
| BA 46  | St 2276 – Roßdorf am Forst – St 2188 – St 2244 in Strullendorf                                                                                     |
| BA 47  | BA 24 in Zapfendorf – BA 6 in Kirchschletten |
| BA 48  | BA 16 in Merkendorf – BA 5 in Weichendorf |
| BA 49  | St 2188 in Burggrub – BA 13 in Oberngrub |
| BA 50  | St 2262 – Eckersbach – Possenfelden – St 2260 – Elsendorf – Landkreisgrenze – ERH 7                                                                |
| BA 51  | St 2187 in Ludwag – Poxdorf – BA 11 |
| BA 52  | BA 38 in Gerach – in Reckendorf |
| BA 53  | LIF 11 – Landkreisgrenze – Dörrnwasserlos – St 2210 in Stübig                                                                                      |
| BA 54  | BA 43 in Schammelsdorf – BA 5 in Pödeldorf |
| BA 55  | BA 24 in Schweinbach – Landkreisgrenze – ERH 16 |